# Senior Military College
Als Senior Military College (SMC) wird in den USA eine Hochschule oder Universität bezeichnet, welche einen besonderen gesetzlich geregelten Status im Rahmen der Offizierausbildung hat. Neben zivilen Colleges und den Military Junior Colleges (MJC) sind sie die dritte Form von Hochschulen für das Reserve Officer Training Corps (ROTC), einem Ausbildungsprogramm für Offiziere der US-Streitkräfte. Im Unterschied zu den zivilen Hochschulen unterhalten die Senior Military Colleges ein Kadettenkorps, in dem alle Offizieranwärter des ROTC militärisch organisiert sind, militärisch ausgebildet werden und den Regeln militärischen Disziplin unterliegen. 

## Hochschulen mit dem Status als Senior Military College
Folgende sechs Colleges haben diesen Status:
- University of North Georgia, Dahlonega, Georgia
- Norwich University, Northfield, Vermont
- Texas A&M University, College Station, Texas
- The Citadel, Charleston, South Carolina
- Virginia Military Institute, Lexington, Virginia
- Virginia Polytechnic Institute and State University (Virginia Tech), Blacksburg, Virginia

## Regelung
Der Status der obengenannten Colleges im Rahmen der militärischen Ausbildung von Offizieren der US-Streitkräfte ist durch einen eigenen Abschnitt in der Gesetzgebung der Vereinigten Staaten geregelt. Die obengenannten Colleges sind dabei namentlich genannt und damit haben nur sie den besonderen Status als Senior Military College.
Folgende Merkmale und Privilegien kennzeichnen ein Senior Military College:
- Absolventen erhalten ein Offizierspatent der US-Streitkräfte und haben das Recht als aktiver Offizier zu dienen.
- Die Kommandeure des Kadettenkorps und Offiziere für die militärische Ausbildung können durch aktive Offiziere der US-Streitkräfte gestellt werden. Die Offiziere sind im Einvernehmen mit den Hochschule auszuwählen.
- Das dem College zugeordnete ROTC kann nicht ohne die Zustimmung des Senior Military College aufgelöst werden.

Darüber hinaus sind in der Weisung der US Army zum ROTC (Army Regulation 145-1) weitere Einzelheiten für die Senior Military College geregelt:
- Sie müssen mindestens den Abschluss eines Baccalaureus anbieten.
- Allen Undergraduate-Studenten ist eine militärische Ausbildung anzubieten, wenn sie dafür geeignet sind.
- Ein Kadettenkorps, dass Regeln der militärischen Disziplin unterliegt, ist aufrechtzuhalten.
- Die Kadetten müssen auf dem Hochschulgelände Uniform tragen.
- Sie sollen die persönlichen Kompetenzen und die Disziplin der Studenten durch militärische Ausbildung fördern.
- Die Hochschulen haben die Standards ähnlich der Militärakademien der Teilstreitkräfte einzuhalten.